# Phytodietus heinrichi
Phytodietus heinrichi là một loài tò vò trong họ Ichneumonidae.